# Andre Ingram
Andre Ingram (Richmond, 19 novembre 1985) è un ex cestista statunitense.
Attualmente classificato terzo nella classifica all-time dei migliori marcatori della NBA G League con 4.536 punti in 17 anni di carriera, dalla stagione 2007 fino ad oggi.

## Statistiche

### College
| Anno      | Squadra         | PG  | PT  | MP   | TC%  | 3P%  | TL%  | RP  | AP  | PRP | SP  | PP   |
| --------- | --------------- | --- | --- | ---- | ---- | ---- | ---- | --- | --- | --- | --- | ---- |
| 2003-2004 | American Eagles | 31  | 31  | 31,0 | 39,3 | 39,6 | 78,6 | 4,0 | 1,1 | 0,7 | 0,1 | 13,6 |
| 2004-2005 | American Eagles | 28  | 27  | 34,9 | 41,0 | 36,8 | 74,4 | 4,3 | 2,1 | 1,1 | 0,2 | 15,3 |
| 2005-2006 | American Eagles | 29  | 29  | 32,4 | 34,5 | 33,8 | 78,4 | 4,7 | 1,8 | 1,0 | 0,1 | 12,0 |
| 2006-2007 | American Eagles | 30  | 30  | 34,5 | 42,0 | 42,4 | 83,2 | 4,8 | 1,8 | 1,2 | 0,1 | 15,2 |
| Carriera  | Carriera        | 118 | 117 | 33,2 | 39,3 | 38,5 | 78,7 | 4,5 | 1,7 | 1,0 | 0,1 | 14,0 |

### NBA

#### Regular Season
| Anno      | Squadra     | PG | PT | MP   | TC%  | 3P%  | TL% | RP  | AP  | PRP | SP  | PP   |
| --------- | ----------- | -- | -- | ---- | ---- | ---- | --- | --- | --- | --- | --- | ---- |
| 2017-2018 | L.A. Lakers | 2  | 0  | 32,0 | 47,1 | 55,6 | 100 | 3,0 | 3,5 | 1,5 | 1,5 | 12,0 |
| 2018-2019 | L.A. Lakers | 4  | 0  | 3,8  | 0,0  | 0,0  | -   | 0,5 | 0,0 | 0,3 | 0,0 | 0,0  |
| Carriera  | Carriera    | 6  | 0  | 13,2 | 34,8 | 41,7 | 100 | 1,3 | 1,2 | 0,7 | 0,5 | 4,0  |

### G League
| Anno      | Squadra          | PG  | PT  | MP   | TC%  | 3P%  | TL%  | RP  | AP  | PRP | SP  | PP   |
| --------- | ---------------- | --- | --- | ---- | ---- | ---- | ---- | --- | --- | --- | --- | ---- |
| 2007-2008 | Utah Flash       | 50  | 2   | 14,9 | 49,4 | 44,8 | 79,3 | 1,7 | 1,1 | 0,5 | 0,0 | 6,1  |
| 2008-2009 | Utah Flash       | 49  | 20  | 27,5 | 45,2 | 47,0 | 87,0 | 3,5 | 1,6 | 0,9 | 0,1 | 10,4 |
| 2009-2010 | Utah Flash       | 49  | 49  | 34,0 | 45,6 | 40,3 | 85,0 | 3,9 | 2,1 | 1,5 | 0,1 | 12,9 |
| 2010-2011 | Utah Flash       | 50  | 29  | 29,1 | 45,2 | 45,5 | 87,3 | 3,3 | 2,0 | 0,9 | 0,0 | 13,0 |
| 2011-2012 | L.A. D-Fenders   | 6   | 0   | 28,0 | 45,1 | 54,5 | 81,8 | 3,5 | 2,5 | 0,5 | 0,0 | 12,2 |
| 2013-2014 | L.A. D-Fenders   | 45  | 11  | 23,0 | 45,3 | 44,7 | 78,7 | 3,2 | 1,7 | 1,1 | 0,1 | 9,1  |
| 2014-2015 | L.A. D-Fenders   | 28  | 10  | 25,6 | 44,8 | 44,4 | 86,8 | 3,9 | 1,1 | 1,4 | 0,2 | 9,2  |
| 2015-2016 | L.A. D-Fenders   | 50  | 17  | 26,4 | 49,0 | 49,6 | 86,0 | 2,8 | 1,4 | 1,1 | 0,2 | 10,4 |
| 2016-2017 | L.A. D-Fenders   | 10  | 4   | 29,3 | 52,9 | 55,1 | 78,9 | 3,7 | 1,5 | 1,1 | 0,4 | 11,6 |
| 2017-2018 | South Bay Lakers | 47  | 7   | 22,8 | 46,4 | 47,5 | 82,4 | 2,5 | 1,0 | 0,6 | 0,2 | 9,1  |
| 2018-2019 | South Bay Lakers | 37  | 15  | 24,4 | 39,7 | 35,8 | 83,3 | 2,8 | 0,9 | 0,7 | 0,1 | 8,8  |
| 2019-2020 | South Bay Lakers | 28  | 7   | 23,8 | 48,4 | 46,6 | 80,0 | 2,2 | 1,3 | 0,7 | 0,1 | 8,2  |
| 2021-2022 | South Bay Lakers | 39  | 5   | 15,9 | 40,3 | 37,3 | 68,8 | 1,4 | 0,7 | 0,6 | 0,0 | 4,1  |
| Carriera  | Carriera         | 488 | 176 | 24,6 | 45,7 | 44,8 | 84,2 | 2,9 | 1,4 | 0,9 | 0,1 | 9,5  |

## Palmarès
- Miglior tiratore da tre punti NBDL (2012)
- Jason Collier Sportsmanship Award (2022)